# Ulota megalospora
Ulota megalospora là một loài Rêu trong họ Orthotrichaceae. Loài này được Venturi miêu tả khoa học đầu tiên năm 1890.